# Torrskogs landskommun
Torrskogs landskommun var en tidigare kommun i Älvsborgs län.

## Administrativ historik
Kommunen inrättades i Torrskogs socken i Vedbo härad i Dalsland när 1862 års kommunalförordningar trädde i kraft den 1 januari 1863.
Vid kommunreformen 1952 uppgick den i Lelångs landskommun som 1971 uppgick i Bengtsfors kommun.

## Politik

### Mandatfördelning i Torrskogs landskommun 1942-1946
| 4 | 3 | 8 | 2 | 3 |

| 20 |

| 4 | 4 | 6 | 3 | 3 |

| 20 |